# Gílson Nunes
Gílson Siqueira Nunes (ur. 12 czerwca 1946 w Rio de Janeiro) – brazylijski piłkarz i trener, występujący podczas kariery na pozycji napastnika.

## Kariera klubowa
Karierę piłkarską Gílson Nunes rozpoczął w klubie Bonsucesso Rio de Janeiro w 1963. Całą swoją karierę Gílson Nunes spędził w klubach z Rio. W latach 1964–1969 występował we Fluminense FC. Z Fluminense dwukrotnie zdobył mistrzostwo stanu Rio de Janeiro – Campeonato Carioca w 1964 i 1970. W latach 1970–1973 był zawodnikiem CR Vasco da Gama, z którym zdobył mistrzostwo stanu w 1970.
W Vasco 10 października 1971 w przegranym 0-1 meczu z Grêmio Porto Alegre Gílson Nunes zadebiutował w lidze brazylijskiej. Ostatnim klubem w jego karierze była América, w której grał w latach 1974–1977. W Américe 24 października 1976 w przegranym 1-6 meczu z Guarani FC Gílson Nunes po raz ostatni raz wystąpił w lidze. Ogółem w latach 1971–1976 rozegrał w lidze brazylijskiej 63 spotkania, w których strzelił 9 bramek.

## Kariera trenerska
Zaraz po zakończeniu kariery piłkarskiej Gílson Nunes został trenerem. W latach 1979–1981 był asystentem trenera w CR Vasco da Gama. W latach 1981–1983 trenował w Zjednoczonych Emiratach Arabskich klub Al-Wasl Dubaj. Z Al-Wasl dwukrotnie zdobył mistrzostwo ZEA w 1982 i 1983. W 1983 prowadził olimpijską reprezentację Brazylii, z którą zdobył brązowy medal Igrzysk Panamerykańskich. W 1984 prowadził Amérikę Rio de Janeiro. W Américe 29 stycznia 1984 w wygranym 2-1 meczu Cruzeiro EC Gílson Nunes zadebiutował w I lidze brazylijskiej.
W latach 1985–1987 prowadził reprezentację Brazylii do lat 20, z którą zdobył młodzieżowe Mistrzostwo Świata. W 1989 był asystentem selekcjonera reprezentacji Brazylii Sebastião Lazaroniego. W latach 1989–1990 ponownie prowadził Al-Wasl. Po powrocie do Brazylii trenował m.in. Fluminense FC, Náutico Recife, EC Bahia i Sport Recife. W 1995 był selekcjonerem reprezentacji Maroka.
W drugiej połowie lat 90. Gílson Nunes trenował EC Juventude, Goiás EC i Botafogo FR. Z Botafogo wygrał Torneio Rio-São Paulo w 1998. W 2000 był selekcjonerem reprezentacji Kostaryki. W 2002 był trenerem Portuguesy São Paulo. W Portuguesie 17 listopada 2002 w przegranym 2-4 meczu z Bahią Gílson Nunes po raz ostatni prowadził drużynę w I lidze. Z ławką trenerską pożegnał się w arabskim Al-Riyadh SC w 2007.